# Thalassoma amblycephalum
Thalassoma amblycephalum är en fiskart som först beskrevs av Bleeker, 1856.  Thalassoma amblycephalum ingår i släktet Thalassoma och familjen läppfiskar. IUCN kategoriserar arten globalt som livskraftig. Inga underarter finns listade i Catalogue of Life.